# Ветрогонное средство
Ветрогонное средство (лат.  Carminativum ) — фармакологическая группа лекарственных средств, уменьшающих образование в желудочно-кишечном тракте газов и помогающих их выведению при метеоризме.

## Народная медицина
В народной медицине для лечения метеоризма использовались лекарственные травы: кардамон, мускатный орех, лук репчатый, орегано, мята перечная, розмарин, шафран, мята, пастис, фенхель и другие.

## Конвенциональная медицина
В современной медицине используются лекарственные препараты со следующими действующими веществами: бромоприд, диметикон, симетикон, фенхеля обыкновенного плоды и другими.